# La Femme invisible (film, 1933)
Pour les articles homonymes, voir La Femme invisible.
Pour plus de détails, voir Fiche technique et Distribution.
La Femme invisible est un film français réalisé par Georges Lacombe, sorti en 1933.

## Fiche technique
- Titre : La Femme invisible
- Réalisation : Georges Lacombe
- Scénario et dialogues : Jean Guitton
- Photographie : Louis Chaix et Marius Roger[1]
- Montage : Jacques Desagneaux
- Musique : Adolphe Borchard
- Décors : Lazare Meerson
- Son : Robert Ivonnet[2]
- Affiche : Jean-Adrien Mercier
- Société de production : Films Albatros
- Pays de production :  France
- Format :  Noir et blanc - 1,37:1 - 35 mm - son mono
- Genre : Comédie
- Durée : 90 minutes (1 h 30)
- Date de sortie : 
  - France : 2 juin 1933

## Distribution
- Suzanne Christy
- Nadine Picard
- Mady Berry
- Jean Weber
- Georges Bever
- Gaston Dupray
- Jean Brochard
- Marcelle Bary